# Steenhuize-Wijnhuize
Steenhuize-Wijnhuize est une section de la commune belge de Herzele dans le Denderstreek située en Région flamande dans la province de Flandre-Orientale. C'était une commune à part entière avant la fusion des communes de 1977.

## Démographie

### Évolution démographique
- Sources : INS, Rem. : 1831 jusqu'en 1970 = recensements, 1976 = nombre d'habitants au 31 décembre[2].

## Curiosités
- Château de Steenhuize (1626).
- Église Notre Dame (1148)
- Fête foraine le dernier dimanche de mai et le premier dimanche après le 29 août.